# Bahuvrihi
Um bahuvrihi (do sânscrito बहुव्रीहि, bahuvrīhi, literalmente "muito arroz", (indicando um homem rico) é um tipo de composto linguístico que denota algo especificando determinada ou característica ou qualidade que este objeto ou ser possui. Um bahuvrihi é exocêntrico, o que significa que este composto não é um hipônimo de seu núcleo sintático. Um esmilodonte (smilodon, do grego antigo σμίλη, smilē, "sabre", "faca", e ὀδoύς, odoús, "dente"), por exemplo, nem é um sabre nem um dente, mas um felino que tem dentes que se assemelham a um sabre.
Nos bahuvrihis do sânscrito, o componente final do termo é um substantivo, mais especificamente um radical substantivo, enquanto o composto inteiro é um adjetivo. O acento costuma situar-se na primeira parte (por exemplo, o tatpurusha rāja-pútra, "filho de um rei", é acentuado na segunda parte, enquanto o bahuvrihi rājá-putra, "que tem reis como filhos", é acentuado na primeira parte, bem como rājá-putra- (masc.) "pai de reis" e rājá-putrā- (fem.) "mãe de reis"). A única exceção ocorre com alguns prefixos não-substantivais, como o a privativo; o próprio termo bahuvrīhí é uma exceção a essa regra.